# Solymos Ede
Solymos Ede (Kalocsa, 1926. január 30. – Baja, 2008. május 27.) néprajzkutató, a történelemtudományok (néprajz) kandidátusa (1960).

## Tanulmányai
Tanulmányait a bp.-i ELTE néprajz, ősrégészet, muzeológia szakán végezte (1950). Egyetemi évei alatt a Néprajzi Múzeum gyakornoka (1948–50), majd rendes aspiráns (1954–57).

## Munkássága
A bajai Türr István Múzeum igazgatója 1950-1986-ig. A dunai halászatának nemzetközi hírű kutatója. Kiemelkedőbb kutatási területe a magyar hivatásos és népi halászat. Cikkei, tanulmányai jelentek meg többek között az Ethnográfiában, Cumániában, Halászatban, Néprajzi értesítőben. Szerkesztette a bajai Türr István Múzeum kiadványait: Türr István Múzeum története (Baja, 1958); Dunai halászat (Bp., 1965, 2005); Bajaszentistváni téglásélet, Baja környéki erdővágók.

## Családja
Felesége Solymos Edéné Göldner Márta (1928–2006) festőművész volt.
Lányai Zsellérné Solymos Márta, grafikus, Solymos Éva tanítónő, fejlesztő és gyógypedagógus.
Unokái: Érczy Ramón, Agócs Ruben, Agócs Írisz, Vargáné Zsellér Kitti, Agócs Andrea, Zsellér Gergely, Zsellér Fanni.[forrás?]

## Jelentősebb munkái
- A Velencei-tó halászata (1960)
- Bajaszentistváni téglásélet / Baja környéki erdővágók; Türr István Múzeum, Baja, 1965 (A bajai Türr István Múzeum kiadványai)
- Dunai halászat. Népi halászat a magyar Dunán; Akadémiai, Bp., 1965
- Rekesztő halászat a Velencei tavon
- Adatok a Fehér-Körös Halászatához
- Telcs Ede
- Ki volt Jelky András? (1983)
- Bács-kiskun megye népművészete
- Dunai halászat. Hagyományos halászat a magyar Dunán; 2., bőv., átdolg. kiad.; Akadémiai, Bp., 2005
- Sugovicán innen – Dunán túl (2007)
- 2010 Tutajos emlékek. Ethnographia 121, 157-166

## Külső hivatkozások
- Solymos Edéről a Magyar néprajzi lexikonban
- Solymos Ede: A bajai halpiac (cikk a Baja Story portálon)[halott link]
- Solymos Ede életéről
- Solymos Ede halálhíréről
- Solymos Ede munkássága. Emlékirat és bibliográfia; szerk. Bárth János, emlékirat Solymos Ede, bibliográfia Kovács Ildikó; Bács-Kiskun Megyei Önkormányzat Múzeumi Szervezete, Kecskemét, 1994 (Muzeológus pályaképek Bács-Kiskun megyéből)
- Víz, ember, örökség. Tanulmányok a 90 éve született Solymos Ede tiszteletére; szerk. Kothencz Kelemen; Türr István Múzeum, Baja, 2017 (Bajai dolgozatok)